# Pierino Baffi
Pierino Baffi (* Vailate, 15 de septiembre de 1930- † Bérgamo, 27 de marzo de 1981). Fue un ciclista italiano, profesional entre 1953 y 1966 que logró éxitos deportivos en las tres grandes pruebas por etapas al obtener 5 victorias en el Tour de Francia, 4 victorias de etapa en la Vuelta a España y otras 4 victorias de etapa en el Giro de Italia. 
En 1958 consiguió triunfos de etapa en las tres Grandes Vueltas, algo que solo Miguel Poblet había logrado hasta entonces, en 1956, y que más tarde igualaría Alessandro Petacchi en 2003.
Su hijo Adriano Baffi también fue ciclista profesional.

## Palmarés
| 1955 - 2 etapas de la Vuelta a España 1956 - 1 etapa del Giro de Italia - Milán-Vignola - Giro de la Romagna - 3.º en el Campeonato de Italia en Ruta 1957 - 2 etapas del Tour de Francia 1958 - 3 etapas del Tour de Francia - 1 etapa del Giro de Italia - 2 etapas de la Vuelta a España 1959 - 1 etapa de la Roma-Nápoles-Roma - 1 etapa de la París-Niza - Milán-Mantua | 1960 - 1 etapa del Giro de Italia - 1 etapa de la Roma-Nápoles-Roma - Giro d'Emilia 1962 - Coppa Bernocchi - Trofeo Matteotti - Milán-Mantua 1963 - 1 etapa del Giro de Italia - 2 etapa del Tour de Luxemburgo - Trofeo Matteotti |

## Resultados

### Grandes Vueltas
| Carrera | Carrera         | 1954 | 1955 | 1956 | 1957 | 1958 | 1959 | 1960 | 1961 | 1962 | 1963 | 1964 | 1965 | 1966 |
| ------- | --------------- | ---- | ---- | ---- | ---- | ---- | ---- | ---- | ---- | ---- | ---- | ---- | ---- | ---- |
|         | Giro de Italia  | Ab.  | 22.º | 16.º | 29.º | 23.º | 53.º | 37.º | 67.º | 46.º | 77.º | 91.º | 72.º | —    |
|         | Tour de Francia | —    | —    | 55.º | 23.º | 63.º | 60.º | 68.º | —    | 61.º | —    | —    | —    | —    |
|         | Vuelta a España | —    | 27.º | —    | —    | 37.º | —    | —    | —    | —    | —    | —    | —    | —    |
|         |                 | —    | —    | 17.º | 29.º | —    | —    | —    | —    | Ab.  | —    | —    | —    | —    |

- 5 etapas en el Tour de Francia  ('58, '57).
- 4 etapas en el Giro de Italia ('63, '60, '58, '56).
- 4 etapas en la Vuelta a España ('58, '55).

## Récords y marcas personales
Segundo ciclista en la historia —de los 3 que lo han conseguido (Miguel Poblet en 1956 y Alessandro Petacchi en 2003)— que consigue mínimo una victoria de etapa en las 3 Grandes Vueltas en un mismo año (1958: 2 etapas en la Vuelta, 1 etapa en el Giro y 3 etapas en el Tour).

## Equipos
- Nivea-Fuchs (1954-1956)
- Bif Welter (1957)
- Chlorodont-Leo (1958)
- Ignis-Frejus (1959)
- Ignis (1960)
- Fides (1961)
- Ghigi (1962)
- Molteni (1963-1964)
- Bianchi-Mobylette (1965)
- G.B.C. 1966)